# Pangonius hassani
Pangonius hassani är en tvåvingeart som först beskrevs av Leclercq 1968.  Pangonius hassani ingår i släktet Pangonius och familjen bromsar.
Artens utbredningsområde är Marocko. Inga underarter finns listade i Catalogue of Life.